# Ero tuberculata
Ero tuberculata är en spindelart som först beskrevs av De Geer 1778.  Ero tuberculata ingår i släktet Ero och familjen kaparspindlar. Inga underarter finns listade i Catalogue of Life.